# Aroma aroma
Aroma aroma är en fjärilsart som beskrevs av William Chapman Hewitson 1867. Aroma aroma ingår i släktet Aroma och familjen tjockhuvuden. Inga underarter finns listade i Catalogue of Life.